# Butler, New Jersey
Butler är en ort i Morris County i delstaten New Jersey, USA.